# Gruppo di NGC 841
Il Gruppo di NGC 841 comprende sette galassie situate nelle costellazioni di Andromeda e del Triangolo. La distanza media tra il centro di massa di questo gruppo e la nostra Via Lattea è di circa 205 milioni di anni luce (62,8,5 Mpc).

## Membri
Le sei galassie luminose nei raggi X galassie componenti il gruppo, indicate nell'articolo di Sengupta e Balasubramanyam del 2006, sono elencate nella tabella seguente.
La settima galassia che fa parte del gruppo è UGC 1771, ma non è luminosa ai raggi X.
| Nome     | Costellazione | Classificazione | Tipo                | RA (J2000.0)  | DEC (J2000.0) | Velocità radiale (km/s) | Magnitudine apparente | Distanza (Mpc) | Dimensioni (kal) |
| -------- | ------------- | --------------- | ------------------- | ------------- | ------------- | ----------------------- | --------------------- | -------------- | ---------------- |
| NGC 841  | Andromeda     | (R')SAB(s)ab    | Spirale intermedia  | 02h 11m 17.3s | 37° 29′ 50″   | 4540 ± 7                | 12,6                  | 63,6 ± 4,5     | 103              |
| NGC 834  | Andromeda     | S?              | Spirale             | 02h 11m 01.3s | 37° 39′ 59″   | 4593 ± 6                | 13,1                  | 64,3 ± 4,5     | 53               |
| NGC 845  | Andromeda     | Sb              | Spirale             | 02h 12m 19.8s | 37° 28′ 38″   | 4429 ± 17               | 13,5                  | 61,9 ± 4,3     | 92               |
| UGC 1650 | Triangolo     | Sd              | Spirale             | 02h 09m 26.4s | 37° 15′ 30″   | 4585 ± 4                | 15,451                | 64,1 ± 4,5     | 132              |
| UGC 1673 | Andromeda     | S?              | Spirale             | 02h 10m 59.7s | 37° 49′ 26″   | 4362 ± 5                | 11,341 ± 0,034        | 60,9 ± 4,3     | 67               |
| UGC 1721 | Andromeda     | SB(rs)bc        | Spirale barrata     | 02h 14m 34.1s | 37° 24′ 29″   | 4639 ± 5                | 13,74                 | 65,0 ± 4,6     | 146              |
| UGC 1771 | Andromeda     | Sm?             | Spirale magellanica | 02h 18m 18.9s | 37° 53′ 32″   | 4330 ± 4                | 112,179 ± 0,0091      | 60,5 ± 4,2     | 131              |

- 1Nel vicino infrarosso.

Il sito DeepskyLog permette di trovare agevolmente le costellazioni in cui si trovano le galassie; in alternativa si possono utilizzare le coordinate delle galassie per individuarle. Se non altrimenti indicato, le coordinate sono quelle fornite dal sito NASA/IPAC (National Aeronautics and Space Administration / Infrared Processing and Analysis Center).